# Blakea paleacea
Blakea paleacea är en tvåhjärtbladig växtart som beskrevs av Henry Allan Gleason. Blakea paleacea ingår i släktet Blakea och familjen Melastomataceae. Inga underarter finns listade i Catalogue of Life.